# 미나미하타촌 (오이타현)
미나미하타촌(南端村)은 오이타현 하야미군에 설치되었던 촌이다. 현재의 벳푸시, 기쓰키시, 우사시, 히지정의 일부에 해당한다.

## 역사
부젠국과 분고국의 경계에 위치한 지역이었다.
미나미하타촌은 중세에는 히데장(日出荘)이라는 장원의 일부였으며, 1601년(게이초 6년)에 히데번의 영지가 되었다.
- 1889년 4월 1일 - 정촌제 시행에 의해 하야미군 미나미하타촌이 성립하였다.
- 1955년 8월 1일 - 미나미하타촌의 일부가 우사군 아지무정, 야마가정에 편입되었다.
- 1956년 4월 1일 - 미나미하타촌의 일부가 벳푸시에, 잔부는 히지정에 편입해 동일 미나미하타촌은 폐지되었다.

## 참고문헌
- 角川日本地名大辞典編纂委員会編『角川日本地名大辞典 44 大分県』角川書店、1980年1月